# Leicester (Massachusetts)
Leicester es un pueblo ubicado en el condado de Worcester en el estado estadounidense de Massachusetts. En el Censo de 2010 tenía una población de 10.970 habitantes y una densidad poblacional de 171,97 personas por km².

## Geografía
Leicester se encuentra ubicado en las coordenadas 42°14′18″N 71°54′44″O / 42.23833, -71.91222. Según la Oficina del Censo de los Estados Unidos, Leicester tiene una superficie total de 63.79 km², de la cual 60.22 km² corresponden a tierra firme y (5.6%) 3.57 km² es agua.

## Demografía
Según el censo de 2010, había 10.970 personas residiendo en Leicester. La densidad de población era de 171,97 hab./km². De los 10.970 habitantes, Leicester estaba compuesto por el 93.03% blancos, el 2.08% eran afroamericanos, el 0.28% eran amerindios, el 1.65% eran asiáticos, el 0.06% eran isleños del Pacífico, el 1.28% eran de otras razas y el 1.62% pertenecían a dos o más razas. Del total de la población el 3.77% eran hispanos o latinos de cualquier raza.